# Fourcatier-et-Maison-Neuve
 Fourcatier-et-Maison-Neuve  es una comuna y población de Francia, en la región de Franco Condado, departamento de Doubs, en el distrito de Pontarlier y cantón de Mouthe.
Está integrada en la Communauté de communes du Mont-d'Or et des Deux Lacs.

## Demografía[3]
| 116 | 113 | 119 | 141 | 142 | 150 | 162 | 163 | 145 | 132 | 121 | 122 | 122 | 131 | 129 | 120 | 115 | 89 | 88 | 86 | 72 | 64 | 68 | 80 | 66 | 52 | 63 | 50 | 34 | 49 | 80 | 75 | 76 |
| Para los censos de 1962 a 1999 la población legal corresponde a la población sin duplicidades (Fuente: INSEE [Consultar]) |     |     |     |     |     |     |     |     |     |     |     |     |     |     |     |     |    |    |    |    |    |    |    |    |    |    |    |    |    |    |    |    |